# 동질이상
동질이상(polymorphism)은 화학 조성이 같은 물질이지만 다른 결정 구조를 갖는 것을 말한다. 즉, 화합물이나 원소가 두 개 이상의 결정 구조로 결정화될 수 있는 현상이다.
앞서 제시된 정의는 오랜 세월에 걸쳐 발전해 왔으며 오늘날에도 여전히 논의되고 있다. 동질이상의 주요 특징에 대한 논의는 동질이상에서 발생하는 전이 및 구조 변화의 유형을 다른 현상에서 발생하는 전이 및 구조 변화와 구분하는 것을 포함한다.
방해석(CaCO₃:육방정계)과 아라고나이트(CaCO₃:사방정계), 다이아몬드(C:등축정계)와 흑연(9C:육방정계) 등이 있다.

## 같이 보기
- 동소체